# Giorgi K'ukhianidze
Giorgi K'ukhianidze (in georgiano გიორგი კუხიანიძე?; Kutaisi, 1º luglio 1992) è un calciatore georgiano, centrocampista svincolato.

## Palmarès

### Club
- Campionato georgiano: 3

T'orp'edo Kutaisi: 2017
Dinamo Tbilisi: 2019, 2020
- Supercoppa di Georgia: 1

T'orp'edo Kutaisi: 2018
- Coppa di Georgia: 2

T'orp'edo Kutaisi: 2018, 2022